# Cormoret
Cormoret (toponimo francese) è un comune svizzero di 486 abitanti del Canton Berna, nella regione del Giura Bernese (circondario del Giura Bernese).

## Società

### Evoluzione demografica
L'evoluzione demografica è riportata nella seguente tabella:
Abitanti censiti

## Infrastrutture e trasporti

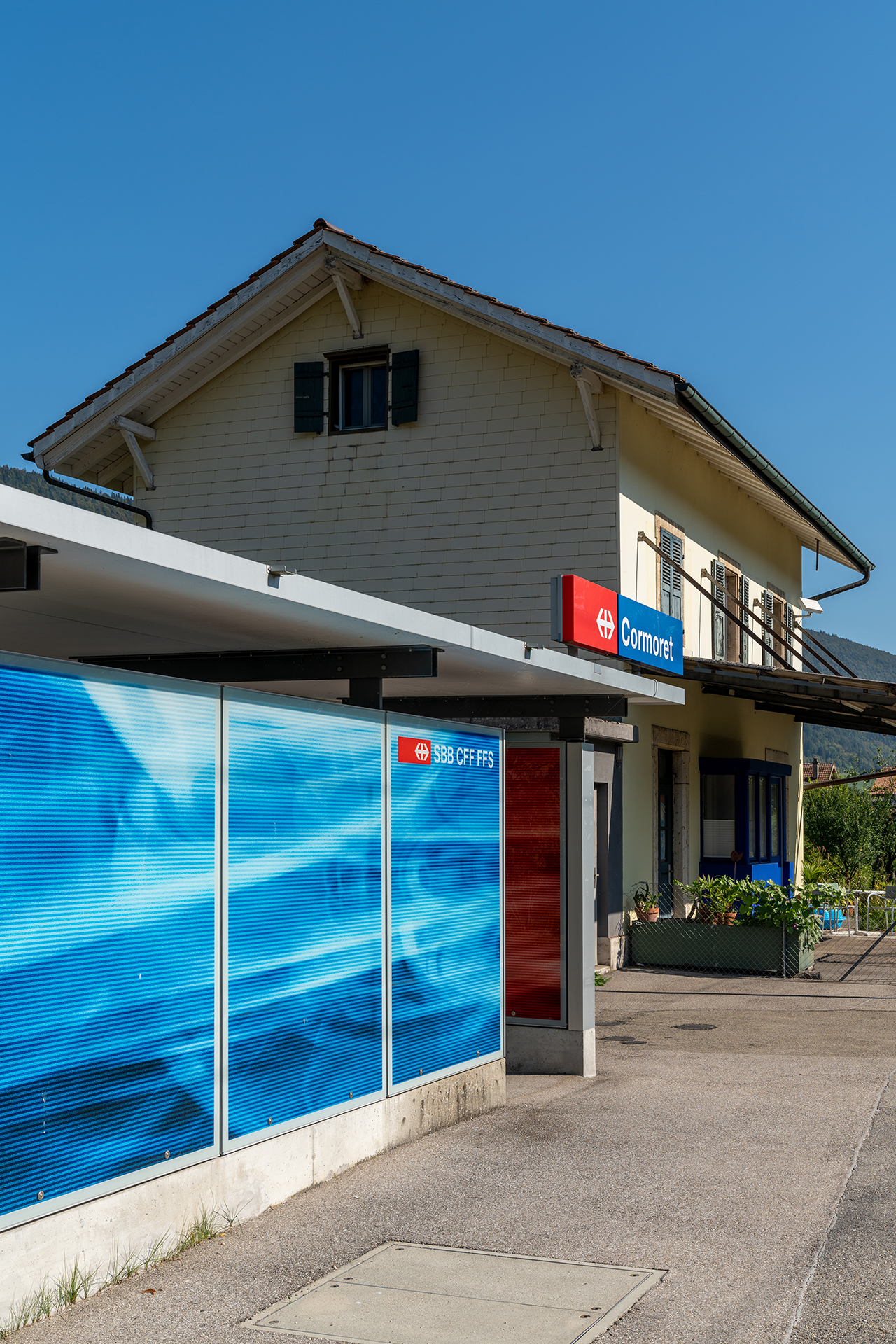
La stazione di Cormoret

Cormoret è servito dall'omonima stazione sulla ferrovia Bienne-La Chaux-de-Fonds.

## Amministrazione
Ogni famiglia originaria del luogo fa parte del cosiddetto comune patriziale e ha la responsabilità della manutenzione di ogni bene ricadente all'interno dei confini del comune; comune politico e comune patriziale sono separati dal 1853.